# Strumigenys radix
Strumigenys radix (лат.) — вид мелких земляных муравьёв из подсемейства Myrmicinae. Австралия.
Мелкие муравьи (около 2 мм) с сердцевидной головой, расширенной кзади. Голова покрыта широкими чешуевидными щетинками.
Мандибулы вытянутые тонкие (с 2 преапикальными зубцами), их длина (ML) меньше максимальной ширины переднего края клипеуса. Усики 4-члениковые. Длина головы (HL) 0,47 мм, ширина головы (HW) 0,36 мм. От Strumigenys anchis отличается отсутствием вентро-латеральной головной выемки перед глазами.

Стебелёк между грудкой и брюшком состоит из двух члеников: петиолюса и постпетиолюса (последний четко отделен от брюшка), жало развито, куколки голые (без кокона). Специализированные охотники на коллембол. Вид был впервые описан в 2000 году английским мирмекологом Барри Болтоном. Включён в состав видовой группы emmae species group (вместе с S. anchis, S. emmae, S. miniteras, S. pnyxia, S. bibis, S. sutrix.